# Comunicació visual
La comunicació visual és un procés de transmissió d'informació a través del sentit de la vista. És una forma de comunicació innata entre els éssers humans que des que neixen comencen a recopilar estímuls visuals i aprenen a interpretar-los. A tall d'exemple: a través de la vista reconeixem els nostres éssers estimats, el nostre entorn i rebem informació diàriament.
Tot i que el sentit de la vista no és imprescindible perquè hi hagi una transmissió d'informació, la comunicació visual és una de les eines de comunicació més potents per a l'ésser humà. No en va, la televisió i internet són els mitjans de masses més consumits a tot el món i tots dos tenen un marcat component visual.
Definim la comunicació visual com la transmissió d‟informació d‟un emissor a un receptor a través del sentit de la vista i utilitzant canals visuals. Com en tots els processos comunicatius, és important que emissor i receptor comparteixin un mateix codi, en aquest cas unes regles de formes, colors, signes i símbols.
La comunicació visual pot incloure textos, lletres i paraules escrites (és a dir, comunicació verbal) i també altres elements visuals (comunicació no verbal). Aquests darrers elements són els més universals, ja que permeten traspassar el concepte del llenguatge i permeten transmetre un missatge visual entre persones que no comparteixin el mateix idioma.